# 12e étape du Tour d'Italie 2011
Pour un article plus général, voir Tour d'Italie 2011.
La 12e étape du Tour d'Italie 2011 s'est déroulée le jeudi 19 mai 2011. Castelfidardo est la ville de départ, et Ravenne la ville d'arrivée. Le parcours a eu lieu sur un parcours plat d'un distance de 184 km.
Le Britannique Mark Cavendish (Team HTC-Highroad) remporte cette étape au sprint. Il s'agit de la deuxième victoire de Cavendish sur ce Giro. L'Espagnol Alberto Contador (Saxo Bank-SunGard) conserve le maillot rose de leader,.

## Sprint intermédiaire
- Sprint intermédiaire à Cesenatico (kilomètre 134,1)

| Premier   | Davide Ricci Bitti | 5 pts |
| Deuxième  | Michał Gołaś       | 4 pts |
| Troisième | Stef Clement       | 3 pts |
| Quatrième | Miguel Mínguez     | 2 pts |
| Cinquième | Craig Lewis        | 1 pt  |

## Classement de l'étape
|    | Coureur                | Pays        | Équipe                  |    | Temps           |
| -- | ---------------------- | ----------- | ----------------------- | -- | --------------- |
| 1  | Mark Cavendish         | Royaume-Uni | Team HTC-Highroad       | en | 4 h 17 min 25 s |
| 2  | Davide Appollonio      | Italie      | Team Sky                | +  | m.t.            |
| 3  | Alessandro Petacchi    | Italie      | Lampre-ISD              |    | m.t.            |
| 4  | Roberto Ferrari        | Italie      | Androni Giocattoli-CIPI |    | m.t.            |
| 5  | Gerald Ciolek          | Allemagne   | Quick Step              |    | m.t.            |
| 6  | Fabio Sabatini         | Italie      | Liquigas-Cannondale     |    | m.t.            |
| 7  | Manuel Belletti        | Italie      | Colnago-CSF Inox        |    | m.t.            |
| 8  | Mirko Selvaggi         | Italie      | Vacansoleil-DCM         |    | m.t.            |
| 9  | Mark Renshaw           | Australie   | Team HTC-Highroad       |    | m.t.            |
| 10 | Manuel António Cardoso | Portugal    | Team RadioShack         |    | m.t.            |

## Classement général
|    | Coureur             | Pays        | Équipe                  |    | Temps            |
| -- | ------------------- | ----------- | ----------------------- | -- | ---------------- |
|    | Alberto Contador    | Espagne     | Saxo Bank-SunGard       | en | 44 h 55 min 16 s |
| 1  | Kanstantsin Siutsou | Biélorussie | Team HTC-Highroad       | en | 44 h 56 min 15 s |
| 2  | Vincenzo Nibali     | Italie      | Liquigas-Cannondale     |    | 22 s             |
| 3  | Christophe Le Mével | France      | Garmin-Cervélo          |    | 29 s             |
| 4  | Michele Scarponi    | Italie      | Lampre-ISD              |    | 29 s             |
| 5  | David Arroyo        | Espagne     | Movistar                |    | 38 s             |
| 6  | Roman Kreuziger     | Tchéquie    | Astana                  |    | 42 s             |
| 7  | José Serpa          | Colombie    | Androni Giocattoli-CIPI |    | 48 s             |
| 8  | Dario Cataldo       | Italie      | Quick Step              |    | 1 min 22 s       |
| 9  | Matteo Carrara      | Italie      | Vacansoleil-DCM         |    | 1 min 22 s       |
| 10 | Igor Antón          | Espagne     | Euskaltel-Euskadi       |    | 1 min 22 s       |

## Classements annexes

### Classement par points
|   | Cycliste            | Équipe            | Points |
| - | ------------------- | ----------------- | ------ |
| 1 | Alessandro Petacchi | Lampre-ISD        | 96 pts |
| 2 | Alberto Contador    | Saxo Bank-SunGard | 77 pts |
| 3 | Mark Cavendish      | Team HTC-Highroad | 70 pts |

### Classement du meilleur grimpeur
|   | Cycliste         | Équipe             | Points |
| - | ---------------- | ------------------ | ------ |
| 1 | Filippo Savini   | Colnago-CSF Inox   | 16 pts |
| 2 | Alberto Contador | Saxo Bank-SunGard  | 15 pts |
| 3 | Bart De Clercq   | Omega Pharma-Lotto | 11 pts |

### Classement du meilleur jeune
| Cycliste              | Équipe   | Temps | Temps            |
| --------------------- | -------- | ----- | ---------------- |
| Roman Kreuziger       | Astana   | en    | 44 h 56 min 57 s |
| Francesco Masciarelli | Astana   | +     | 1 min 21 s       |
| Steven Kruijswijk     | Rabobank |       | 2 min 40 s       |

### Classement par équipes aux temps
| Équipe                  | Temps | Temps            |
| ----------------------- | ----- | ---------------- |
| Astana                  | en    | 134 h 10 min 5 s |
| Androni Giocattoli-CIPI | +     | 15 s             |
| Movistar                |       | 3 min 58 s       |

### Classement par équipes aux points
| Équipe                  | Points  |
| ----------------------- | ------- |
| Androni Giocattoli-CIPI | 213 pts |
| Lampre-ISD              | 206 pts |
| Movistar                | 167 pts |

## Abandon
Aucun.